# Dic formosae
Dic formosae är en kräftdjursart som beskrevs av Francis Day 1980. Dic formosae ingår i släktet Dic och familjen Diastylidae. Inga underarter finns listade i Catalogue of Life.